# Johann Jakob Breitinger
Ne doit pas être confondu avec Johann Jakob Breitinger (Antistès).
Johann Jakob Breitinger, né le 17 mars 1701 à Zurich où il est mort le 14 décembre 1776, est un homme de lettres et philologue suisse.

## Biographie
Breitinger embrasse l’état ecclésiastique, est professeur d’hébreu, puis de grec et de droit canon dans sa ville natale. Très versé dans la langue hébraïque, il publie une traduction latine de la Bible d’après la version des Septante (Vetus Testamentum ex versione, etc., 1730, 4 vol. in-4), etc.
La place de Breitinger en littérature est marquée par la part qu’il prend aux luttes de son ami Bodmer contre Gottsched. Il collabore aux journaux de l’École suisse et publie surtout un Art poétique critique (Kritische Dichtkunst ; Zurich, 1740), où l’on trouve avec l’intelligence des principes généraux le sentiment des conditions particulières de l’art allemand.
Breitinger a également coopéré à quelques-unes des éditions données par Bodmer des anciens monuments de la poésie allemande.

## Source
- Gustave Vapereau, Dictionnaire universel des littératures, Paris, Hachette, 1876, p. 323